# Dunhua
Dunhua (敦化市S, Dūnhuà ShìP) è una città-contea della Cina, situata nella provincia di Jilin e amministrata dalla prefettura autonoma coreana di Yanbian.